# یواس‌اس گرازماهی (اس‌اس-۷)
یواس‌اس گرازماهی (اس‌اس-۷) (به انگلیسی: USS Porpoise (SS-7)) یک زیردریایی بود که طول آن ۶۴ فوت (۲۰ متر) بود. این زیردریایی در سال ۱۹۰۱ ساخته شد.